# Provinz Bergamo
Die Provinz Bergamo (italienisch Provincia di Bergamo, im lokalen Dialekt Pruìnsa de Bèrghem) ist eine italienische Provinz mit 1.110.427 Einwohnern (Stand 31. Dezember 2023) in der Region Lombardei. Hauptort ist die Stadt Bergamo.

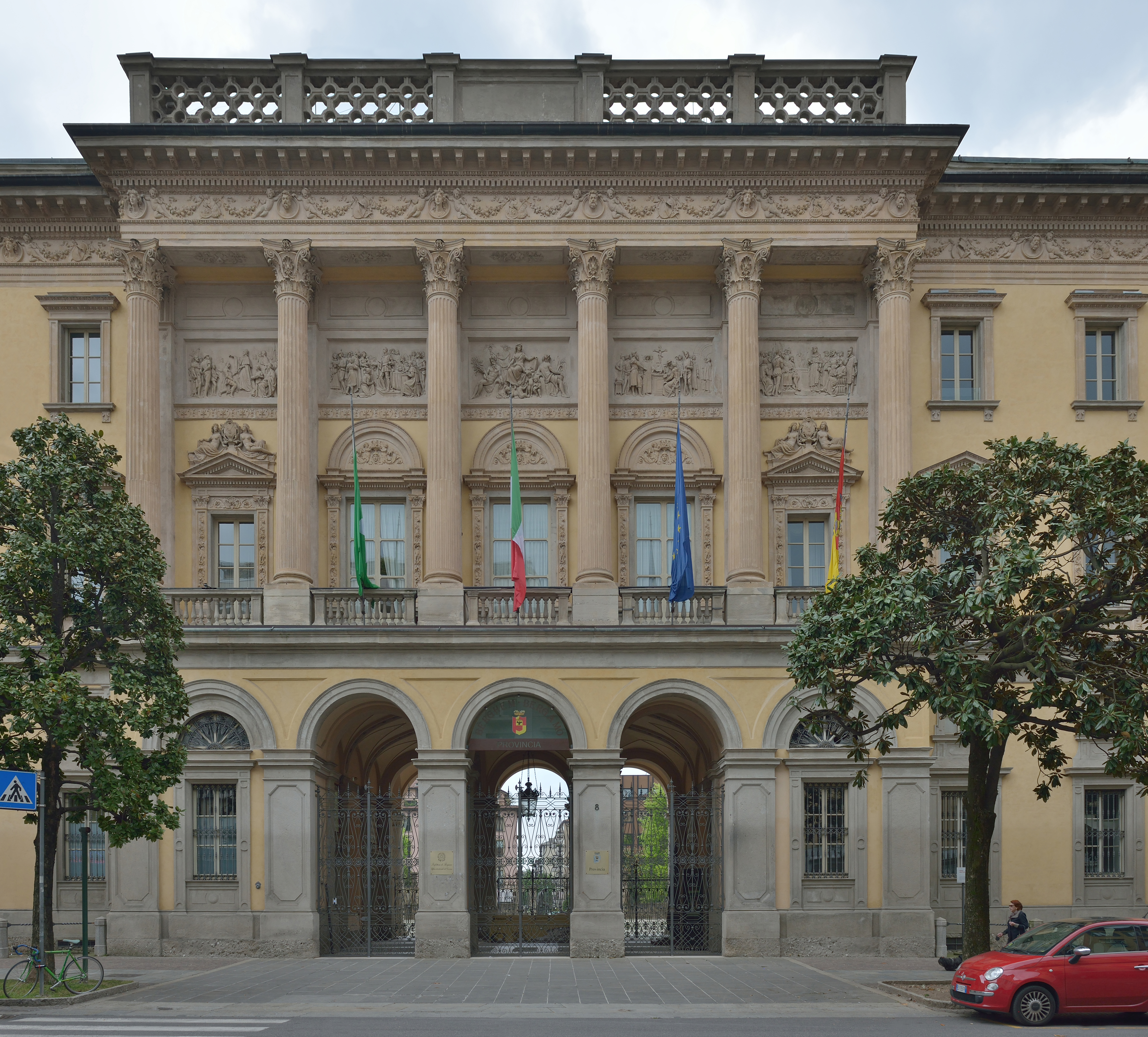
Verwaltungssitz in Bergamo

## Geographie
Die Provinz Bergamo hat eine Fläche von 2723 km². Sie grenzt nördlich an die Provinz Sondrio, östlich an die Provinz Brescia, südlich an die Provinz Cremona, westlich an die Metropolitanstadt Mailand sowie an die Provinzen Monza und Brianza und Lecco.
Der nördliche Teil des Landes ist von den südlichen Kalk- und Dolomitalpen (Bergamasker Alpen, bis 3582 m hoch) geprägt, die sich bis zur Hauptstadt erstrecken und zwischen denen die schönen Täler Val Seriana und Val Brembana liegen; der südliche Teil gehört der Po-Ebene an.
Unter den Flüssen sind der Serio und der Brembo, die die genannten Täler durchfließen, und die Adda (an der Südwestgrenze) die bedeutendsten.
Auf der Ostgrenze liegt der Iseosee, den der Oglio (aus dem Val Camonica) durchfließt. Mineralquellen gibt es in Trescore, San Pellegrino und anderen Orten.

## Geschichte

### Jüngste Vergangenheit
Im Februar 2020 begann die COVID-19-Pandemie in Norditalien. 
Bergamo wurde davon besonders schwer getroffen. Allein bis zum 31. März 2020 starben in der Provinz nachweislich 6238 Einwohner im Zusammenhang mit COVID-19 (und zahlreiche nicht auf COVID getestete meist ältere Menschen). In der Hochphase dieser ersten COVID-Welle starben sechsmal so viele Menschen wie normal. Lastwagen der italienischen Streitkräfte fuhren in nächtlichen Aktionen die zahlreichen Särge mit COVID-Toten aus der Region, weil dort nicht so schnell so viele Tote bestattet werden konnten. Filmaufnahmen der Lastwagen-Konvois gingen um die Welt. 
Die katastrophale Lage in den lombardischen Krankenhäusern und die hohe Übersterblichkeit veranlassten andere Staaten zu schnellen und einschneidenden Präventionsmaßnahmen.

## Wirtschaft

### Landwirtschaft
Die höheren Gegenden sind reich an Weiden, aber die einst blühende Viehzucht liegt gegenwärtig darnieder; in den Ebenen und in der Hügelregion dominiert der Anbau von Mais, Wein und Maulbeerbäumen. Auch Getreide, Reis und Flachs werden in der Provinz angebaut, die außerdem ziemlich viel Wald enthält. Die Jagd auf Wild, aber auch auf Singvögel wird hier stark betrieben.

### Industrie
An Mineralien finden sich Eisen, Marmor und vorzügliche Wetzsteine. Außerdem bilden die Seiden-, die metallurgische und die Tuchindustrie einen Erwerb der Bewohner.
Das international erfolgreiche Unternehmen Brembo S.p.A. (Hersteller von Bremsanlagen) ist ebenfalls in der Provinz Bergamo ansässig.

## Größte Gemeinden
(Stand: 31. Dezember 2023)
| Gemeinde            | Einwohner |
| ------------------- | --------- |
| Bergamo             | 120.157   |
| Treviglio           | 31.074    |
| Seriate             | 25.566    |
| Dalmine             | 23.614    |
| Romano di Lombardia | 20.739    |
| Albino              | 17.492    |
| Caravaggio          | 16.332    |
| Alzano Lombardo     | 13.495    |
| Stezzano            | 13.663    |
| Osio Sotto          | 12.702    |
| Ponte San Pietro    | 11.877    |
| Nembro              | 11.209    |
| Cologno al Serio    | 11.105    |
| Treviolo            | 10.823    |
| Martinengo          | 10.964    |
| Castelli Calepio    | 10.389    |